# Foc encreuat
Foc encreuat (レイン・フォール 雨の牙, Rein Fōru: Ame no Kiba; en anglès, Rain Fall) és una pel·lícula de thriller d'acció sinoaustraliana del 2009 escrita i dirigida per Max Mannix. A la pel·lícula, un sicari mig japonès mig estatunidenc protegeix la filla d'una de les seves víctimes contra la CIA. Es basa en la novel·la Rain Fall de Barry Eisler. S'ha doblat al català.

## Sinopsi
A Tòquio, es rumoreja que un alt funcionari d'Obres Públiques vol portar proves de corrupció a un periodista. Per això, la CIA, la yakuza i altres implicats volen prendre la informació i utilitzar-la per pressionar el govern. En el viatge en metro per trobar-se amb el periodista, el funcionari és assassinat, però l'escena fa pensar en un atac de cor. Tanmateix, ningú, inclòs l'assassí, pot trobar el disc dur amb les proves. Ara la CIA, els gàngsters i la policia de la ciutat estan buscant-lo. Les filles del buròcrata mort estan en perill: l'obscur John Rain, exmembre de les forces especials i potser ara lligat amb Corea del Nord, intenta mantenir-se un pas per davant mentre busca el disc dur i protegeix una de les filles.

## Repartiment
- Gary Oldman com a Hiltzer
- Kippei Shiina com a John Rain
- Misa Shimizu com a Yuko
- Kyōko Hasegawa com a Midori
- Takumi Bando com a Ken
- Akira Emoto com a Tatsu
- Dirk Hunter com a Thomas Perryman
- David McFall com a home de la CIA